# Битка за Северодонецк (2022)
Битката за Северодонецк започва на 2 март 2022 г. по време на руското нападение над Украйна през 2022 г. Северодонецк е настоящ административен център на Луганска област. Приключва на 25 юни 2022 след като украинските военни напускат окупирания от тях завод „Азот“.

## Битката

### Март
Около 15:00 часа на 28 февруари руските сили започват да обстрелват Северодонецк. Според Серхий Хайдай, губернатор на Луганска област, един човек е загинал, а няколко са ранени. От обстрела са засегнати и газопроводи.
На 2 март се съобщава за боеве в почти всички села край Северодонецк. Руските сили продължават да обстрелват града, включително училищен физкултурен салон, който се ползва като бомбоубежище. Не са съобщени смъртни случаи. В 15:20 ч. същият ден украински власти заявяват, че руските сили са се опитали да влязат в града, но са били отблъснати.

### Април
Съобщава се, че до 6 април руските сили са превзели 60% от град Рубижне. Снаряди и ракети падат в града на „редовни, продължителни интервали“.
На 7 април силите на 128-а планинска Закарпатска бригада провеждат офанзива, която според съобщенията отблъсва руските сили на 6 – 10 километра от град Кремина. Външният министър на Украйна Дмитро Кулеба заявява, че битката за Донбас „ще напомни за Втората световна война“.

### Май
На 18 май Силите за специални операции на Украйна, Службата за сигурност на Украйна и Националната гвардия на Украйна взривяват стратегически мостове в Луганска област, за да предотвратят руското военно настъпление към Северодонецк и Лисичанск.
На 26 май руска диверсионно-разузнавателна група прониква в хотел „Мир“ в покрайнините на Северодонецк, а руската армия не успява да влезе напълно в града. Атаката е предшествана от опити за проникване в града от други страни, а артилерийският обстрел на Северодонецк не е спирал. На следващия ден украинските военни в Северодонецк успяват да изтласкат руска диверсионно-разузнавателна група от хотел „Мир“. Въпреки това руските диверсионно-разузнавателни групи продължават опитите си да превземат хотела и след това. Сраженията продължават в покрайнините на града, но руските военни не успяват да влязат в Северодонецк.
От 28 май Северодонецк остава под украински контрол. Руските войски се установили контрол над района на хотел „Мир“. Продължават сраженията в селата в покрайнините на Северодонецк и на 29 май руските военни успяват да влязат в североизточните и югоизточните покрайнини на Северодонецк. При сраженията са убити 2 цивилни и са ранени 5 души.
На 30 май руските войски се опитват да превземат града, но нападението е неуспешно и е отблъснато от украинските войски. По време на второто нападение руските военни напредват до покрайнините, след което успяват да се закрепят и да създадат плацдарм за настъпление. Нападението се провежда едновременно на 3 фронта. На 31 май руските войски вече контролират половината от Северодонецк, а сраженията се водят в централната част на града. По време на военните действия в Северодонецк почти цялата критична инфраструктура е разрушена, а 90% от жилищния фонд е повреден – 60% от него критично. В същото време руските войски нанасят въздушен удар по химическия завод „Азот“ в Северодонецк и поразяват цистерна с азотна киселина. В резултат на въздушния удар се образува облак от киселинни пари с розов цвят.

### Юни
Руските сили успяват да постигнат значителен напредък и до 1 юни контролират до 70% от Северодонецк. На свой ред някои украински сили се оттеглят на по-благоприятни, предварително договорени позиции. Друга част продължава сраженията в града. Според ръководителя на Луганската областна военна администрация Серхий Гайдай до края на 1 юни руските войски са успели да превземат до 80% от града. В същото време украинските войски провеждат редица контраатаки, възвръщат си контрола над няколко улици в града и пленяват 6 руски военнослужещи.
На 24 юни Гайдай обявява, че украинските сили са получили заповед да се изтеглят от града, заявявайки: „Оставането на позиции, които са били безмилостно обстрелвани в продължение на месеци, просто няма смисъл. Те са получили заповед да се оттеглят на нови позиции... и от там продължават действията си“. CNN съобщава, че на въоръжените сили на Украйна е наредено да евакуират града, оставяйки няколкостотин цивилни да търсят убежище в химическия завод „Азот“ в Североденецк, сравнявайки ситуацията с тази на цивилните бежанци, останали в стоманодобивния завод „Азовстал“ в Мариупол през май. Едновременно с това руски източници обявяват, че през предходните два дни украинските сили са претърпели над 1000 жертви, от които 800 пленници, в Хирске, Золоте и близо до Лисичанск. В това време изтеглянето вече е в ход. Украинското отстъпление над река Донец се извършва предимно през нощта, а местата на прелезите постоянно се сменят поради руски обстрел. Смята се, че никой не е бил убит по време на отстъплението.
На 25 юни руските сили поемат пълен контрол над Северодонецк.

## Атаки срещу цивилни
В Северодонецк са извършени множество нападения срещу цивилни обекти. На 17 март 2022 г. губернаторът на Луганска област Сергей Хайдай съобщава, че руските сили са обстрелвали убежище, предназначено за жени и деца, и обявява, че „в Луганска област вече няма безопасни места“. На 22 март 2022 г. Хайдай отново съобщава, че руснаците са обстреляли детска болница, чийто покрив се е запалил, въпреки че няма ранени. Съобщава се, че на 7 април 2022 г. руските сили са ударили център за хуманитарна помощ и са подпалили 10 високи сгради в града.